# Lloyd Langlois
Lloyd Langlois, född den 11 november 1962 i Sherbrooke, Kanada, är en kanadensisk freestyleåkare.
Han tog OS-brons i herrarnas hopp i samband med de olympiska freestyletävlingarna 1994 i Lillehammer.